# ITX-Maum
ITX-Maum (Tiếng Hàn: ITX-마음) là tên loại tàu của Tổng công ty Đường sắt Hàn Quốc. Nó xuất hiện với mục đích thay thế tuyến Mugunghwa-ho đã cũ và bắt đầu hoạt động trên Tuyến Gyeongbu, Tuyến Honam, Tuyến Jeolla và Tuyến Taebaek từ ngày 1 tháng 9 năm 2023. Về mặt pháp lý, hạng này giống như ITX-Saemaeul và giá vé được đặt ở mức tương tự như ITX-Saemaeul hiện có. Tàu điện chở hàng (EMU-150) do Dawonsys sản xuất đang đi vào hoạt động.

## Lịch sử
- 14 tháng 9 năm 2022: Bắt đầu vận hành thử.
- 23 tháng 8 năm 2023: Tên tàu được áp dụng là ITX-Maum.
- 25 tháng 8 năm 2023: Lễ đặt tên ITX-Maeum được tổ chức tại Ga Taebaek.
- 1 tháng 9 năm 2023: Tuyến Gyeongbu, Tuyến Honam, Tuyến Jeolla và Tuyến Taebaek bắt đầu phục vụ hành khách.

## Thông số kỹ thuật/tàu
Đây là loại tàu điện chở hàng và được vận hành ở dạng tàu 4 toa hoặc tàu đôi.

### Số tàu
Sau 210000 ITX-Saemaeul, nó sẽ được vận hành theo số 220000. Tổng cộng có 9 đoàn tàu đang hoạt động, 10 đoàn tàu đang chạy thử và 8 đoàn tàu bổ sung dự kiến sẽ được đưa vào vận hành.
- 220101-210104~212701-212704: Sản xuất năm 2023

## Lộ trình hoạt động
| Tuyến          | Đoạn                    | Số        | Ghi chú                                                                      |
| -------------- | ----------------------- | --------- | ---------------------------------------------------------------------------- |
| Tuyến Gyeongbu | Seoul - Busan           | 1101~1104 |                                                                              |
| Tuyến Honam    | Yongsan - Mokpo         | 1161~1164 | Ở đoạn Yongsan-Iksan, các tuyến tàu Honam và Jeolla chạy song song với nhau. |
| Tuyến Jeolla   | Yongsan - Yeosu–EXPO    | 1181~1184 | Ở đoạn Yongsan-Iksan, các tuyến tàu Honam và Jeolla chạy song song với nhau. |
| Tuyến Taebaek  | Cheongnyangni - Donghae | 1191~1192 |                                                                              |

## Các điểm dừng
Điểm dừng bắt buộc được chỉ định bằng chữ in đậm.
- Tuyến Gyeongbu: Seoul-Yeongdeungpo-Suwon-Pyeongtaek[1]-Cheonan-Daejeon-Gimcheon-Gumi-Daegu-Dongdaegu-Gupo-Busan

- Tuyến Honam: Yongsan-Yeongdeungpo-Suwon-Pyeongtaek[2]-Cheonan-Jochiwon[3]-Seodaejeon-Nonsan-Iksan-Gimje-Jeongeup-Jangseong-Gwangju Songjeong-Naju-Hampyeong[4]-Illo[5]-Mokpo

- Tuyến Jeolla: Yongsan-Yeongdeungpo-Suwon-Pyeongtaek[6]-Cheonan-Jochiwon[7]-Seodaejeon-Nonsan-Iksan-Jeonju-Namwon-Gokseong[8]-Guryegu[9]-Suncheon-Yeocheon-Yeosu–EXPO

- Tuyến Taebaek: Cheongnyangni-Yangpyeong -Yongmun-Yangdong-Wonju-Jecheon-Yeongwol-Mindungsan-Sabuk-Taebaek-Dogye-Donghae

## Các tuyến phục vụ
- Tuyến Gyeongbu
- Tuyến Honam
- Tuyến Jeolla
- Tuyến Gyeongjeon
- Tuyến Donghae